# كأس السوبر الإسباني 1995
كأس السوبر الإسباني 1995 بطولة كرة قدم إسبانية من مبارتين أقيمت يومَي 24 و27 أغسطس 1995 بين ريال مدريد، بطل الدوري الإسباني 1994–95
ونادي ديبورتيفو لاكورونيا بطل كأس ملك إسبانيا 1994-95 والتي حققها نادي ديبورتيفو لاكورونيا للمرة الأولى في تاريخه بمجموع مبارتين خمسة أهداف مقابل هدف.

## تفاصيل المباراتين

### مباراة الذهاب
| ريال مدريد | 3-0 | ديبورتيفو لاكورونيا                      |
| ---------- | --- | ---------------------------------------- |
|            |     | دوناتو 55' (ض.ج) · فران 60' · بيبيتو 65' |

| ريال مدريد | ديبورتيفو لاكورونيا |

### مباراة الإياب
| ديبورتيفو لاكورونيا          | 1-2 | ريال مدريد |
| ---------------------------- | --- | ---------- |
| مانخارين 81' · بيغريستين 87' |     | هييرو 30'  |

| ديبورتيفو لاكورونيا | ريال مدريد |